# Hládkov
Ulice Hládkov v Praze spojuje Keplerovu ulici na Hradčanech s ulicí Za Hládkovem ve Střešovicích. Přibližně v polovině ní prochází Myslbekova ulice, která tvoří hranici mezi Hradčany a Střešovicemi a po které vede tramvajová trať z Hradčanské na Malovanku s nedalekou zastávkou Park Maxe van der Stoela (do roku 2022 Hládkov). Na ulici je jednokolejná tramvajová trať se zastávkou Hládkov (do roku 2022 Myslbekova), dlouhá 175 metrů, která spojuje trať Hradčanská–Malovanka s tratí Malostranská – Bílá Hora, vedoucí Keplerovou ulicí.

## Historie
Původ názvu ulice, zavedeného roku 1905, není zcela jasný. Vzhledem k tomu, že ulice byla trasována na pozemku Strahovského kláštera, je pravděpodobné, že byla nazvána podle strahovského premonstráta a arcijáhna Lukáše Hládka, který byl jako legát českého zemského správce Jiřího z Poděbrad roku 1456 vyslán k papeži Kalixtovi III. ve věci jmenování úředníka dataria. Podél části ulice vedou mohutné Mariánské hradby, barokní fortifikace z konce 17. století. Uvnitř hradeb je úkryt pro obyvatele i zaústění potoka Brusnice.

## Budovy, firmy a instituce
- Gymnázium Jana Keplera – Hládkov 1 (jde o zadní vchod pro studenty, hlavní vchod školy je na adrese Parléřova 2)
- Park Maxe van der Stoela
- Kavárna Halabala Café, čp. 686,  Hládkov 3, také pobočka Zásilkovny[5]
- Ministerstvo vnitra – Oddělení pobytu cizinců Praha III – Hládkov 9[6] (zadní trakt Jihoslovanského domu)